# Emilio J. Schleh
Emilio Jesús Schleh (Monteros, Tucumán, 1 de enero de 1884 - diciembre de 1965) fue un investigador y periodista argentino. Su padre fue Emilio Schleh, notario y hombre de negocios alemán nacido hacia 1833, emigrado a Tucumán hacia 1870, y su madre fue Mercedes Florinda Blanco Gramajo, oriunda de Trancas, Tucumán, hermana de la primera maestra de Lules, Lastenia Blanco. Emilio J. Schleh también estaba emparentado con el naturalista tucumano Miguel Lillo.

## Biografía
Emilio J. Schleh fue el impulsor del día de la industria argentina. La revista La Industria Azucarera informa que desde muy joven lo atrajo el periodismo y que colaboró en diarios locales como El Orden y La Reacción. También fundó allí una revista, La industria. Ya en esa publicación mostraba su fervor por defender la actividad principal de la provincia, lo que hizo también como conferencista y como director de exposiciones.
Luego se trasladó a Buenos Aires, donde ocupó cargos diversos: secretario de la Dirección de Agricultura, miembro del consejo directivo de la Confederación de la Industria y de la Producción y del Congreso Internacional de Economía Social, por ejemplo. El Centro Azucarero Argentino lo designó gerente-secretario, funciones que cumplió de 1930 a 1958. Durante su juventud fue autor de publicaciones sobre la economía de Salta y del libro ¿Deben resguardarse las industrias nacionales?. Su afinidad hacia la industria lo había llevado a desarrollar rigurosas y documentadas investigaciones sobre su pasado y presente. Las difundió en numerosos libros, que hoy son fuente insustituible para la historia de los ingenios tucumanos. Entre ellos se destacan Cincuentenario del Centro Azucarero Argentino. Desarrollo de la industria en medio siglo; El azúcar en la Argentina. Reseña histórica del azúcar en sus diversos aspectos; La industria azucarera en su primer centenario, 1821-1921; Noticias históricas sobre el azúcar en la Argentina y La caña de azúcar en Tucumán. Memoria de su introducción y propagación. Fue autor, asimismo, de un formidable repertorio de normas sobre la actividad, en los 14 tomos de la Compilación legal sobre el azúcar, que se editaron entre 1939 y 1950. Emilio J. Schleh murió en Buenos Aires, en diciembre de 1965.

## 2 de septiembre Día de la Industria Argentina
“La iniciativa tuvo su origen en una resolución del Segundo Congreso de la Industria Argentina realizado en Buenos Aires en noviembre de 1925. El delegado de la bolsa de comercio de Tucumán, Don Emilio J. Schleh, presentó ante el mismo el siguiente proyecto: “El Segundo Congreso de la Industria Argentina declara día de la industria argentina el 12 de octubre. Encárgase a la UIA la celebración anual de esta fecha.””
“En la memoria general del Congreso, página 424, aparece el acta de la sesión realizada el 23 de noviembre de 1925 por la comisión respectiva de la séptima sección del Congreso, aprobando el proyecto en los siguientes términos: “El Segundo Congreso de la Industria Argentina apoya la iniciativa de dedicar un día a la industria argentina, encargando a la UIA la fijación de la fecha y la organización de la celebración anual.” “De manera que, por iniciativa del delegado de la bolsa de comercio de Tucumán (Don Emilio J. Schleh), quedó consagrado el día de la industria argentina.”
“La UIA, que de acuerdo con lo resuelto por el Segundo Congreso de la Industria, debía establecer la fecha de la celebración, lo hizo algunos años después de haber sido aprobada la iniciativa. Fijó al efecto el 2 de septiembre, por sugerencia de la Confederación Argentina del Comercio, de la Industria y de la Producción.”